# Lukas Ahlgren
Mats Ola Lukas Ahlgren (ur. 27 lipca 1999) – szwedzki zapaśnik walczący w stylu wolnym. 
Zajął dziewiętnaste miejsce na mistrzostwach Europy w 2024. Wicemistrz nordycki w 2021. Trzeci na MŚ U-23 w 2022 roku.